# Liste der Flughäfen und Flugplätze in Haiti

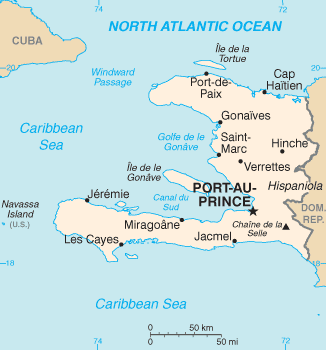
Karte von Haiti

Die Liste der Flughäfen und Flugplätze in Haiti zeigt die Flughäfen und Flugplätze von Haiti, geordnet nach Orten.
Namen in Fettschrift zeigen regelmäßigen Linienverkehr an.

## Flughäfen und Flugplätze
| Ort                    | Department    | ICAO-Code     | IATA-Code     | Name des Flughafens oder Flugplatzes | Koordinaten                  | Start- und Landebahn                           |
| International          | International | International | International | International                        | International                | International                                  |
| ---------------------- | ------------- | ------------- | ------------- | ------------------------------------ | ---------------------------- | ---------------------------------------------- |
| Cap-Haïtien            | Nord          | MTCH          | CAP           | Flughafen Cap-Haïtien                | 19° 43′ 59″ N, 72° 11′ 41″ W | 7500 ft × 131 ft (2,286 m × 40 m); asphaltiert |
| Port-au-Prince         | Ouest         | MTPP          | PAP           | Flughafen Port-au-Prince             | 18° 34′ 48″ N, 72° 17′ 33″ W | 9974 ft × 141 ft (3,040 m × 43 m); asphaltiert |
| Regionalflugplätze     |               |               |               |                                      |                              |                                                |
| Hinche                 | Centre        |               |               | Flugplatz Hinche                     | 19° 8′ 20″ N, 72° 0′ 55″ W   | 2660 ft (810 m); nicht asphaltiert             |
| Jacmel                 | Sud-Est       | MTJA          | JAK           | Flugplatz Jacmel                     | 18° 14′ 28″ N, 72° 31′ 7″ W  | 3937 ft × 95 ft (1200 m × 29 m); asphaltiert   |
| Jérémie                | Grand’Anse    | MTJE          | JEE           | Flugplatz Jérémie                    | 18° 39′ 48″ N, 74° 10′ 20″ W | 3937 ft (1200 m); asphaltiert                  |
| Les Cayes              | Sud           | MTCA          | CYA           | Flugplatz Cayes                      | 18° 16′ 16″ N, 73° 47′ 18″ W | 3666 ft × 80 ft (1117 m × 24 m); asphaltiert   |
| Port-de-Paix           | Nord-Ouest    | MTPX          | PAX           | Flugplatz Port-de-Paix               | 19° 56′ 5″ N, 72° 50′ 50″ W  | 2100 ft (640 m); nicht asphaltiert             |
| Andere                 |               |               |               |                                      |                              |                                                |
| Anse-à-Galets          | Ouest         |               |               | Flugplatz Anse-à-Galets              | 18° 50′ 30″ N, 72° 52′ 50″ W | 2448 ft (746 m); nicht asphaltiert             |
| Anse-Rouge             | Artibonite    |               |               | Flugplatz Anse-Rouge                 | 19° 40′ 0″ N, 73° 4′ 20″ W   | 1936 ft (590 m); nicht asphaltiert             |
| Dame-Marie             | Grand’Anse    |               |               | Flugplatz Dame-Marie                 | 18° 37′ 0″ N, 74° 25′ 0″ W   | 3280 feet (1000 m); Gras                       |
| Fond-des-Blancs        | Sud           |               |               | Flugplatz Fond-des-Blancs            | 18° 17′ 10″ N, 73° 6′ 40″ W  | 2100 ft (640 m); nicht asphaltiert             |
| Môle-Saint-Nicolas     | Nord-Ouest    |               |               | Flugplatz Môle-Saint-Nicolas         | 19° 50′ 5″ N, 73° 21′ 30″ W  | 3150 ft (960 m); nicht asphaltiert             |
| Ouanaminthe            | Nord-Est      |               |               | Flugplatz Ouanaminthe                | 19° 32′ 15″ N, 71° 43′ 43″ W | 2424 ft (739 m); nicht asphaltiert             |
| Phaeton (Fort-Liberté) | Nord-Est      |               |               | Flugplatz Phaeton                    | 19° 40′ 50″ N, 71° 54′ 20″ W | 3238 ft (987 m); nicht asphaltiert             |
| Pignon                 | Nord          |               |               | Flugplatz Pignon                     | 19° 19′ 25″ N, 72° 7′ 0″ W   | 3500 ft (1100 m); nicht asphaltiert            |
| Port-Salut             | Sud           |               |               | Flugplatz Port-Salut                 | 18° 3′ 52″ N, 73° 54′ 45″ W  | 2628 ft (801 m); nicht asphaltiert             |
| geplant / in Bau       |               |               |               |                                      |                              |                                                |
| Île à Vache            | Sud           |               |               | Flugplatz Ile à Vache                | 18° 5′ 8″ N, 73° 35′ 8″ W    | nicht in Betrieb genommen                      |
| Geschlossen            |               |               |               |                                      |                              |                                                |
| Belladère              | Centre        |               |               | Flugplatz Belladère                  | 18° 51′ 8″ N, 71° 48′ 59″ W  | 3300 ft (1000 m); nicht asphaltiert            |
| Port-au-Prince         | Ouest         |               |               | Aéroport de Chancerelles             |                              |                                                |

### Flughäfen nach Verkehrsaufkommen
1. Flughafen Port-au-Prince
2. Flughafen Cap-Haitien
3. Flugplatz Port-de-Paix
4. Flugplatz Cayes
5. Flugplatz Jérémie

## Provisorische Landebahnen
Nach dem Erdbeben der Stärke 7,0 in Haiti am 12. Januar 2010 wurden im ganzen Land mehrere provisorische Flugplätze eingerichtet, um Hilfslieferungen zu erleichtern. Außerhalb von Léogâne wurde auf einem Teil der Route 9, einer größeren, ausgebauten Straße in der Gemeinde, eine provisorische Landebahn für Kleinflugzeuge eingerichtet.